# Kek (Cameroun)
Pour les articles homonymes, voir Kek.
Kek est un village du Cameroun situé dans le département du Haut-Nyong et la région de l'Est.
Il fait partie de la commune d’Angossas.

## Population
Lors du recensement de 2005, Kek comptait 434 habitants.

## Développement
Selon le Plan Communal de Développement d’Angossas (2012), afin d'avoir une éducation de qualité à Kek, l'affectation de trois enseignants qualifiés et la construction de trois salles de classe équipées ont été envisagés en 2012.
Pour faire face aux difficultés d'accès à l'eau potable, la réhabilitation d'un puits / forages d’eau et du réseau Scan Water à Kek, et aussi l'aménagement de trois sources ont été encadrés dans le programme.
Le développement de l'exploitation des carrières de pierre a également été planifié afin de promouvoir l'économie locale.